# Милан Распоповић (народни херој)
Милан Распоповић (Мартинићи, код Даниловграда, 3. мај 1915 — Ситница, код Горњег Рибника, 20. новембар 1942) био је учесник Народноослободилачке борбе и народни херој Југославије.

## Биографија
Рођен је 3. маја 1915. године у селу Мартинићи, код Даниловграда. Потиче из сиромашне сељачке породице. Основну школу је завршио у родном месту, а нижу гимназију у Даниловграду. Пошто није имао средстава за даље школовање, уписао се у Подофицирску школу. После завршетка школовања, службовао је као подофицир у Југословенској војсци.
Априлски рат 1941. године, затекао га је у чину наредника. После капитулације војске, избегао је заробљавање и вратио се у родни крај. Још у предратном периоду, Милан је у родном крају, где је долазио на одсуства, сретао и упознао се са револуционарно оријентисаним сељацима. По повратку у родно место, 1941. године, повезао се са члановим Комунистичке партије Југославије (КПЈ) и активно учествовао у припреми оружаног устанка. Као војно лице, радио је на обучавању омладине у руковању оружјем.
У Тринаестојулском устанку, био је један од првих устаника из племена Бјелопавлића, а прва борба у којој је учествовао је била напад на жандармеријску станицу у Спужу. Пошто је био професионални војник, већ у првој борби је испољио своје војничке вештине - привукао се згради, убацио бомбе кроз прозор и натерао непријатеља на предају. Приликом напада на италијански гарнизон у Даниловграду, 19. јула био је међу првим бомбашима који су јуришали на тврђаву Браленовицу. Већ после првих борби међу борцима су до изражаја дошле његове војниче способности и о њима се доста причало у Одреду, а Штаб Одреда га је за храброст испољену у борби на Јелином Дубу, јавно похвалио.
Када су половином децембра прикупљани борци за формирање Црногорског НОП одреда за операције у Санџаку, био је међу првим добровољцима. Заједно са овим Одредом учествовао је у чувеној Пљеваљској бици, 1. децембра 1941. године, у којој се такође истакао. После пораза на Пљевљима, борци овог одреда ушли су 21. децембра ушли у састав тада формиране Прве пролетерске ударне бригаде.
Само дан после формирања бригаде, 22. децембра Милан је са својом четом учествовао у првим борбама бригаде, код села Гаочића и Миочиа, против колоне италијанских војника, који су од Прибоја покушали да продру у Рудо. После вишестране борбе непријатељ је био разбијен (ова борба се након рата обележвала као Дан ЈНА), а Милан се и у овој борби истакао храброшћу. Заједно са својим Другим црногорским батаљоном, учествовао је потом у борбама од Рудог, преко Рогатице и Романије, Јахорине, Горажда и Власенице, Зеленгоре и Трескавице до Коњица.
Из борбе у борбу, Милан је исказивао све веће јунаштво, што је код неких бораца у његовој чети почело да изазива дивљење. Као награду за исказану храброст у дотадашњим борбама Милан је почетком 1942. године примљен у чланство Комунистичке партије Југославије (КПЈ) и постављен за командира чете у Другом црногорском батаљону.
Половином 1942. године Прва пролетерска бригада је водила борбе око Прозора, Горњег Вакуфа, Бугојна, Дувна и др. Милан је учествовао у свим овим борбама, а највеће јунаштво је испољио у борби за Ливно, августа 1942. године. Његов Други батаљон тада је прошао кроз Ливањско поље, провукао се кроз жичане препреке, и између ровова и бункера продро у центар града. Ово је изазвало забуну међу непријатељем и олакшање јединицама које су споља нападале град. Милан се налазио на челу колоне и међу првима је продро у град. Са својим пушкомитрљаезом је убио неколико усташа, а неколицину натерао на предају. После ове успешне борбе, Штаб Прве пролетерске бригаде је Милана, као најхрабријег војника у Другом батаљону наградило часовником.
После ослобођења Ливна, Миланов батаљон је кренуо у даље борбе - на Аржано, Кључ, Босанско Грахово и др. Приликом напада на непријатљеско упориште Ситницу, у близини Бање Луке, 20. новембра 1942. године, Милан је као заменик командира чете повео своје борце у јуриш. Успео је да уништи посаду једног бункера и зароби машинку, а потом се попео на зидине џамије, у којој су се налазили забаракадирани Немци и усташе и припуцао на њих. У размени ватре био је смртно погођен.
Истог дана када је погинуо, Штаб Другог црногорског батаљона и Штаб Прве пролетерске бригаде, су упутили предлог Врховном штабу НОП одреда Југославије, да му се додели назив народног хероја. До тога је дошло, али три године касније — 17. маја 1945. 
када га је Председништво Антифашистичког већа народног ослобођења Југославије (АВНОЈ), а на предлог Врховног команданта Југословенске армије маршала Јосипа Броза Тита, Указом број 205/45 прогласило за народног хероја.